# Костробетон

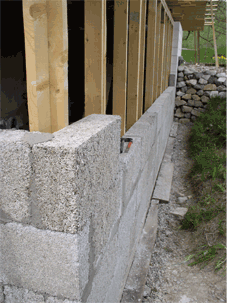
Бетонный блок сделанный из конопли

Костробето́н, лёгкий бетон, разновидность арболита с использованием в качестве органического наполнителя конопляной костры. Изготавливается из смеси костры, вяжущего (как правило, цемента), минерального наполнителя (песка) и воды; для минерализации костры и ускорения отвердения смеси в неё вводят хлористый кальций, сернокислый глинозём совместно с известью-пушонкой или другие добавки.
Объёмная масса костробетона от 400 до 700 кг/м³. Материал обладает низкой тепло- и звукопроводностью, удобен для обработки, не подвержен гниению, является неблагоприятной средой для грызунов и насекомых. Используется для возведения внутренних перегородок в помещениях, а также для тепло- и звукоизоляции. Основные производители — Франция, Австралия, Ирландия, Германия и Украина.